# ينيبارداق (جرجر)
ينيبارداق (بالتركية: Yenibardak)‏ هي قرية كرديّة تتبع إداريّاً لمديرية جرجر في محافظة أديامان التركية، بلغ عدد سكانها 471 نسمة في عام 2021.